# Ludomir Benedyktowicz

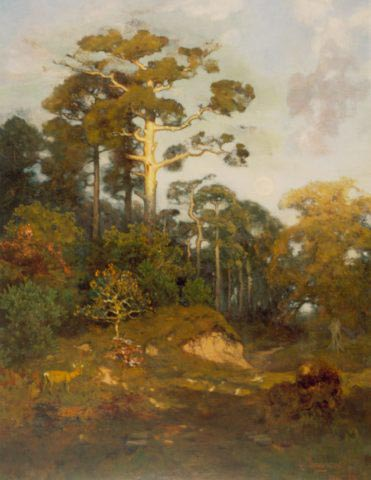
Ludomir Benedyktowicz, Pejzaż, 1886

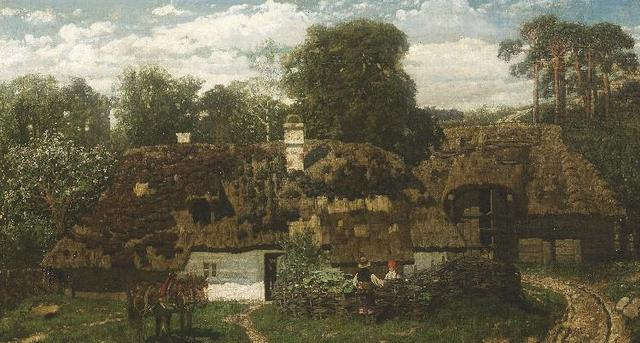
Ludomir Benedyktowicz, Pejzaż wiejski, 1879

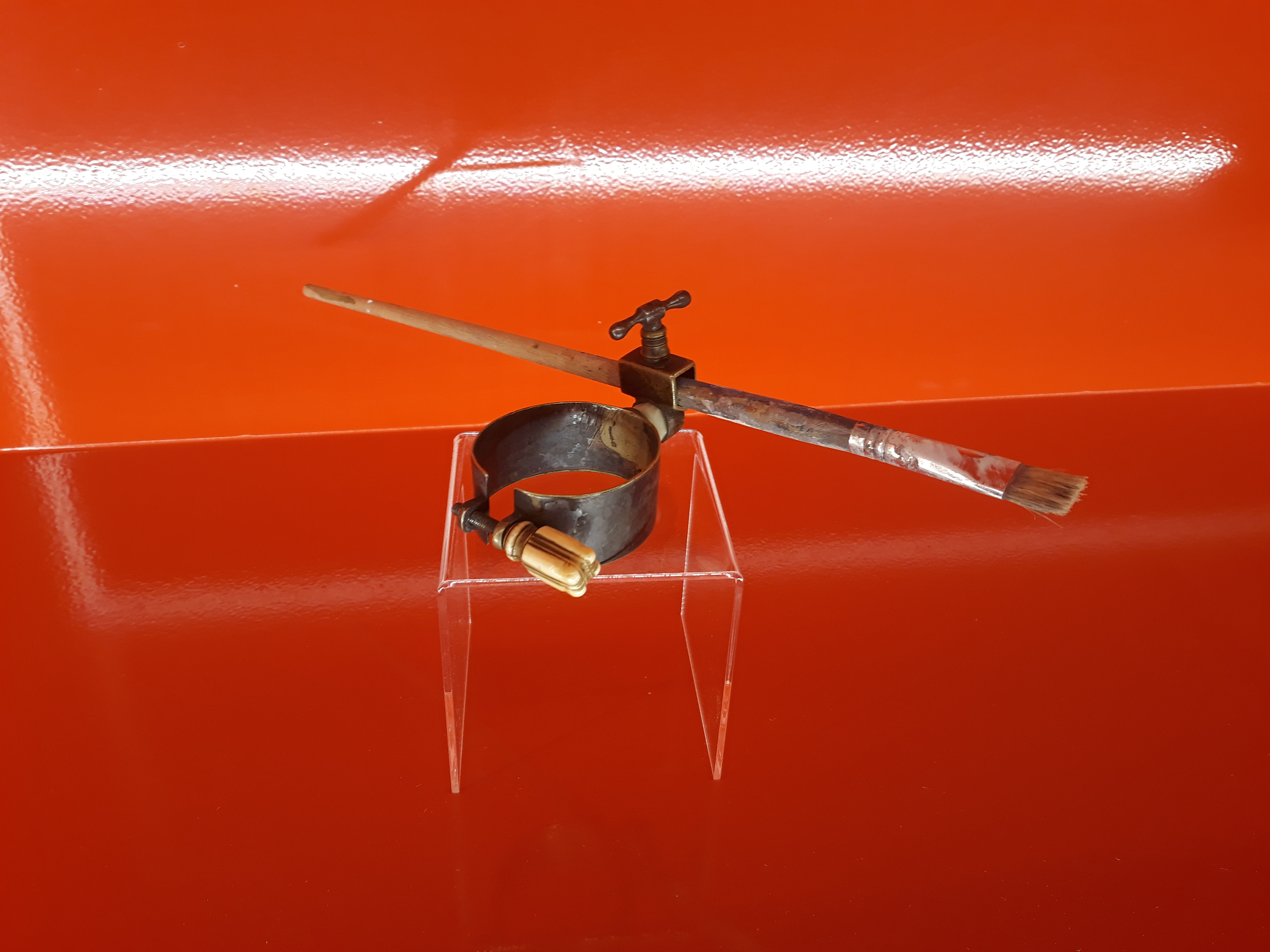
Proteza używana przez Ludomira Benedyktowicza

Ludomir Ludwik Dominik Benedyktowicz (ur. 5 sierpnia 1844 w Świniarach, zm. przed 2 grudnia 1926 we Lwowie) – polski leśnik, malarz, uczestnik powstania styczniowego. Był pasjonatem szachów i zasłużonym działaczem szachowym. Kawaler Orderu Virtuti Militari, podporucznik Wojska Polskiego.

## Życiorys
Był synem Piotra i Marii z Ruszczewskich. Uczęszczał do szkoły średniej w Warszawie. Od 1861, idąc w ślady ojca leśnika, uczył się w Zakładzie Praktyki Leśnej, będącym pierwszą instytucją doskonalenia zawodowego dla leśników, a zlokalizowanym w Feliksowie w okolicach Broku, gdzie studiował pod kierunkiem profesora Wojciecha Jastrzębowskiego.
Był na drugim roku studiów, kiedy wybuchło powstanie styczniowe. Wziął w nim czynny udział, walcząc w oddziale partyzanckim pod dowództwem Władysława Cichorskiego „Zameczka” (potem w oddziale Wilkoszewskiego „Wiriona”). Podczas utarczki z Kozakami został ranny. Ponadto jeden z napastników szablą odciął mu prawą dłoń. Pierwszej pomocy udzieliła powstańcowi Nepomucena Sarnowiczowa, właścicielka Kaczkowa, wsi, na terenie której rozegrała się potyczka. Rannego przewieziono na plebanię w Ostrowi Mazowieckiej. Tu w trudnych warunkach przeprowadzono operację i amputowano mu lewą rękę. By nie narazić go na prześladowania ogłoszono, że zginął w potyczce z Kozakami i usypano mogiłę, która istnieje do dzisiaj.
Kalectwo nie pozwoliło mu na kontynuowanie nauki w zawodzie leśnika. Postanowił poświęcić się malarstwu. Pierwsze kroki Ludomir skierował do warszawskiej Szkoły Rysunku pod kierunkiem profesora Wojciecha Gersona. Malował swoje prace pędzlem przytwierdzonym do metalowej obrączki. Zakładano ją na przedramię jego prawej ręki i wsuwano zań pędzel, piórko czy węgiel, którymi bardzo lubił się posługiwać.
W latach 1868–1872 kształcił się w Monachium. Przyjęto go w poczet studentów tamtejszej Akademii Sztuk Pięknych na podstawie prac (w końcu października 1868 zgłosił się do Akademii – Antikenklasse: immatrykulacja 9 V 1869). Po skończonych studiach powrócił do Polski. W 1873 udał się na groby swoich towarzyszy, którzy polegli w powstaniu styczniowym. Aresztowano go pod zarzutem agitacji i na krótko osadzono w Cytadeli Warszawskiej. Gdy wyszedł znalazł się w krakowskiej Szkole Kompozycji Jana Matejki. Następnie otworzył własną pracownię malarską. W 1876 ożenił się z Marią Skalską, która obdarzyła go czwórką dzieci i pomagała w pracy. Przez czterdzieści lat mieszkał i tworzył w Krakowie. W związku z narastającą ze strony artystów młodopolskich krytyką malarstwa między innymi „monachijczyków”, do których należał w kwietniu 1913 wystosował do świata artystycznego list otwarty pod tytułem „W imię prawdy”. Jeszcze przed I wojną światową wyjechał wraz z rodziną do Lwowa. W czasie wojny służył w wojsku w stopniu podporucznika. W 1916 zmarła jego żony, a on zamieszkał w Domu Opieki nad Weteranami.
W 1921 został uhonorowany – razem z innymi weteranami powstania styczniowego – Krzyżem Srebrnym Orderu Wojskowego Virtuti Militari nr 4310. Zmarł we Lwowie przed 2 grudnia 1926 w wieku 82 lat. Zwłoki przewieziono do Krakowa i pochowano na cmentarzu Rakowickim (kwatera Ra, grobowiec rodzinny), gdzie spoczywają do dziś.

## Dorobek malarski
Do najbardziej znanych prac Ludomira Benedyktowicza należą znajdujące się w zbiorach lwowskich obrazy olejne „Nad mogiłą powstańca” oraz „Podjazd”. Obydwa obrazy dotyczą tematyki powstania styczniowego. Spod piórka artysty wyszły także rysunki między innymi „Poranek na wsi” czy też „Wieczór na wsi”. Dzieła malarza spotkać można w całej Polsce. W warszawskim Muzeum Narodowym znajduje się autoportret Benedyktowicza. Jego siedem rysunków, w tym sześć pejzaży i portret córki, posiada Muzeum Narodowe w Krakowie. Poznańskie Muzeum Narodowe ma w swoich zbiorach kolejną jego pracę – portret młodej kobiety.

## Dorobek literacki
Ludomir Benedyktowicz ogłosił kilka tomików poezji. W 1903 wydał w Krakowie zbiór Zbudź się narodzie! Garść rymów nie do zabawy. Kolejne tomiki wydawał w okrągłe rocznice powstania: Na odlocie. W 50-tą rocznicę powstania styczniowego (1913) oraz W górę serca i czoła! W 60-tą rocznicę powstania styczniowego (1923).
Z innych publikacji Benedyktowicza można wymienić: Być albo nie być (1896, pod pseudonimem Ludwik Nałęcz), Zaklęte jezioro (1911), Stanisław Witkiewicz jako krytyk (1902). Z Witkiewiczem polemizował na temat wartościowania treści dzieł sztuki.

## Ludomir Benedyktowicz a szachy
Był zapalonym szachistą amatorem. Do gry wykorzystywał tę samą protezę, co przy pracy artystycznej. Grywał w kawiarniach, w Krakowie głównie u Sauera, za rywali mając zazwyczaj przedstawicieli środowiska artystycznego. Rodzina nadała mu żartobliwe przezwisko „Szach-macika”.
W styczniu 1893 uczestniczył w pracach nad powołaniem Krakowskiego Klubu Szachistów, obok między innymi Hieronima Czarnowskiego, i objął na rok funkcję pierwszego prezesa. W 1895 został prezesem honorowym klubu. Działalności szachowej nie zaniedbał i we Lwowie, gdzie już w dwudziestoleciu międzywojennym mimo podeszłego wieku należał do aktywnych członków klubu „Hetman”, obok między innymi Ignacego Popiela, Kaliksta Morawskiego czy przedstawicieli młodego pokolenia Mariana Wróbla i Mariana Wójcika. W 1925 nadano mu godność członka honorowego lwowskiego „Hetmana”.